# Christine Doerner
Pour les articles homonymes, voir Doerner.
Christine Doerner, née le 18 juillet 1952 à Luxembourg (Luxembourg), est une avocate, notaire et femme politique luxembourgeoise, membre du Parti populaire chrétien-social (CSV).

## Biographie
Depuis le 21 octobre 1997, Christine Doerner est consul général honoraire du Royaume de Norvège au Luxembourg,. 
Membre du conseil communal de Bettembourg depuis 2000, elle devient échevine en octobre 2017. Le 18 décembre 2020, elle présente sa démission d'échevine de la commune lors d'une séance du conseil communal,. Les partenaires de coalition au sein du conseil — le CSV, le Parti ouvrier socialiste luxembourgeois (LSAP) et le parti Les Verts (déi Gréng) — donnent leur accord pour la candidature de Jean Marie Jans (CSV) et ainsi pour que celui-ci lui succède. 
À la suite des élections législatives du 13 juin 2004, Christine Doerner fait son entrée au sein de la Chambre des députés en date du 3 août 2004 et en remplacement de Jean-Marie Halsdorf. Elle représente le parti chrétien-social dans la circonscription Sud du pays. Réélue aux législatives de 2009, elle ne parvient pas à conserver son mandat à la Chambre aux législatives anticipées de 2013. 